# 穂波村 (長野県)
穂波村（ほなみむら）は長野県下高井郡にあった村。現在の山ノ内町大字佐野・寒沢・戸狩にあたる。

## 地理
- 山：箱山、三沢山
- 河川：夜間瀬川、角間川

## 歴史
- 1889年（明治22年）4月1日 - 町村制の施行により、佐野村・寒沢村・戸狩村の区域をもって発足。
- 1955年（昭和30年）4月1日 - 平穏町・夜間瀬村と合併して山ノ内町が発足。同日穂波村廃止。

## 名所・旧跡・観光スポット・祭事・催事
- 穂波温泉
- 角間温泉